# 스웨덴의 교육
스웨덴의 교육은 전반적으로 평생학습체제에 가깝다.

## 초등 교육
교육문화부 안에 보육, 청소년 담당 부서들이 통합되어 있다. 기초교육은 평생학습을 위한 기초학습력 향상을 지향한다.
탁아소와 유치원을 통합된 형태의 유년학교(forskola)가 있다. 6세가 되면 1년간 취학전 교육이 의무이다. 스웨덴 초등학교의 9년 통합형 학제는 1950년대에 실험되어 정착했다. 9년간의 의무교육과정으로 각각 3년씩 초중고급 과정이다. 초급 및 중급과정은 담임교사가 주로 가르치며, 고급과정에서는 선택과목이 늘어난다.

## 중등 교육
고등학교가 성인교육의 일부를 담당하고 있다. 이전의 일반고등학교(gymnasium), 실과학교(fackskola), 직업학교(yrkesskola)가 하나로 통일된 교육과정 아래 통합한 통합고등학교(Gymnasieskolan) 체제로 바뀌었다. 통합고교의 교육과정은 인문사회, 경제, 과학기술 등 3개 분야로 크게 나뉘고 이후 23개 계열로 세분화한다.
통합고등학교에서는 기본 계열 외에도 정규 교육과정에 포함되지 않는 여러 직업교육을 수행한다. 이러한 과정은 연령, 학력제한이 없다. 통합고등학교 정원의 25%를 성인들에게 할당하고 있어 성인교육의 일부를 통합고교에서 맡고 있는 셈이다.

## 고등 교육
입시제도는 직장경험이 있는 사람이 유리하며, 정규고등학교를 다니지 않아도 25세 이상, 직업경력 4년 이상이면 대학 입학이 가능하다. 1988년도 대학 재학생의 연령별 분포를 보면 24세까지 45%, 25-34세가 32%, 그리고 35세 이상이 23%를 차지하고 있다. 직장인을 위해 야간 강의도 있다. 교양과정은 고등학교 때 수행되었다고 간주하고 대학에서는 바로 전공을 시작한다.

## 교육 복지 시스템
고등학교, 대학교 과정이 나이와 수학기간에 관계없이 언제나 열려있는 순환적 평생교육 시스템으로 볼 수 있다. 모든 교육은 무상이며 교육을 위한 휴직과 복직은 의무적이다. 또 교육기간 중에는 국가로부터 대여장학금을 받을 수 있다.
시민운동이 시민교육과 밀접하게 결합되어 시민단위의 학습 동아리에서 시민들은 꾸준히 재학습된다. 노동시장 교육은 기업과 노조가 합의하여 정부가 수행한다. 교육부가 교육프로그램을 직접 관리한다.